# Zsuzsanna Borvendég
Zsuzsanna Borvendég (maďarsky Borvendég Zsuzsanna; * 4. listopadu 1974, Tatabánya) je maďarská historička, publicistka a pravicová politička. Od července 2024 poslankyně Evropského parlamentu zasedající ve frakci Evropa suverénních národů (ESN).

## Biografie
V roce 1993 odmaturovala na Bárdos László Gimnázium ve městě Tatabánya. Poté absolvovala studium historie na filosofické fakultě Katolické univerzitě Petra Pázmánye kde získala roku 1998 diplom. Následně absolvovala roku 2001 i studium na právnické fakultě téže univerzity.
V současné době je vědeckým pracovníkem ve výzkumném centru na institutu Magyarságkutató Intézet. Jejím předmětem výzkumu jsou dějiny Maďarska po roce 1945, především pak fungování tajných služeb a politické policie, role Maďarska ve studené válce, stejně jako aktivity opozičních hnutí a souvislostí s pádem komunismu a zkoumání hospodářského života socialismu, zejména zadlužování.
Ve volbách do Evropského parlamentu, které se konaly 9. června 2024, kandidovala na 3. místě kandidátní listiny Hnutí Naše vlast a byla zvolena europoslankyní s mandátem do roku 2029.

## Ocenění
- Maďarský záslužný kříž (2022)